# Bârzești (okręg Vâlcea)
Bârzești – wieś w Rumunii, w okręgu Vâlcea, w gminie Bărbătești. W 2011 roku liczyła 354 mieszkańców.